# Cutry, Aisne

Cutry este o comună în departamentul Ain, Franța. În 1 ianuarie 2022 avea o populație de 126 de locuitori.